# Sistema numerico ottale
Il sistema numerico ottale (spesso abbreviato come ott o oct) è un sistema numerico posizionale in base 8, cioè che utilizza solo 8 simboli (tipicamente 0, 1, 2, 3, 4, 5, 6, 7) invece dei 10 del sistema numerico decimale usato comunemente.
I numeri ottali (insieme ai numeri binari e esadecimali) vengono diffusamente utilizzati in svariati campi della scienza e della tecnica, in particolare nell'ambito informatico, in quanto una cifra ottale è esattamente equivalente, dal punto di vista del significato numerico, a tre cifre binarie. Generalmente, risulta scomodo trattare lunghe stringhe in bit: così si fa uso di sistemi numerici che consentano di esprimere in maniera più compatta le lunghe stringhe di 0 e 1.
Ecco una tabella che confronta le rappresentazioni binarie, ottali e decimali ed esadecimali dei numeri dallo zero al quindici:
| binario | ottale | decimale | esadecimale |  | binario | ottale | decimale | esadecimale |
| ------- | ------ | -------- | ----------- |  | ------- | ------ | -------- | ----------- |
| 0000    | 0      | 0        | 0           |  | 1000    | 10     | 8        | 8           |
| 0001    | 1      | 1        | 1           |  | 1001    | 11     | 9        | 9           |
| 0010    | 2      | 2        | 2           |  | 1010    | 12     | 10       | A           |
| 0011    | 3      | 3        | 3           |  | 1011    | 13     | 11       | B           |
| 0100    | 4      | 4        | 4           |  | 1100    | 14     | 12       | C           |
| 0101    | 5      | 5        | 5           |  | 1101    | 15     | 13       | D           |
| 0110    | 6      | 6        | 6           |  | 1110    | 16     | 14       | E           |
| 0111    | 7      | 7        | 7           |  | 1111    | 17     | 15       | F           |

Perciò il numero decimale settantanove, ad esempio, la cui rappresentazione binaria è {\displaystyle 0100\ 1111}, può essere scritto come 117 in ottale.

## Definizione matematica (conversione in base 10)
La formula per convertire un numero da ottale a decimale (dove con {\displaystyle d_{n}} si indica la cifra di posizione {\displaystyle n} all'interno del numero, partendo da 0) è
{\displaystyle d_{(n-1)}\;8^{(n-1)}+\ldots +d_{0}\;8^{0}=N}
Il numero ottale {\displaystyle c_{2}c_{1}c_{0}} equivale al numero {\displaystyle c_{2}\times 8^{2}+c_{1}\times 8^{1}+c_{0}\times 8^{0}}. Ad esempio {\displaystyle 543_{8}}, dove {\displaystyle c_{2}=5,c_{1}=4,c_{0}=3}, equivale al numero
{\displaystyle 543_{8}=5\times 8^{2}+4\times 8^{1}+3\times 8^{0}=320+32+3=355_{10}.}

## Metodi di conversione

### Da ottale in binario
Dato un numero in base ottale {\displaystyle (c_{1},c_{2},\ldots ,c_{n})_{8}} di {\displaystyle n} cifre ({\displaystyle c_{i}}) sono le singole cifre, ricordando che {\displaystyle 8=2^{3}} esso si converte in binario nel seguente modo:
1. Si considera il numero ottale {\displaystyle (c_{1},c_{2},\ldots ,c_{n})_{8}}, si prendono singolarmente le cifre di cui è composto e si convertono rispettivamente in cifre binarie

Come è ovvio i numeri del sistema in base ottale non possono presentare le cifre 8 e 9; le cifre da 0 a 7 corrispondono esattamente a triplette di zero ed uno del sistema binario.
- Esempio 1: Dato il numero {\displaystyle 361_{8}}, il corrispondente numero binario è dato da:

Il numero binario è {\displaystyle 11110001_{2}}.

### Da binario in ottale
Per convertire un numero dal sistema binario a quello ottale si procede in modo analogo all'esempio precedente:
1. Si considera il numero binario e partendo da destra si divide in gruppi di 3 cifre binarie. Se dopo l'operazione avanzano una o due cifre si aggiungono tanti zeri quanti bastano a coprire un gruppo di tre, per il criterio secondo cui {\displaystyle 0\ldots 0100=100} (v. Sistema numerico binario).
2. Ogni gruppo va poi convertito nel corrispondente numero ottale.

- Esempio 1: Convertire il numero {\displaystyle 1101001101_{2}} in base otto: